# Rossau (Saksonia)
Rossau − gmina w Niemczech, w kraju związkowym Saksonia, w okręgu administracyjnym Chemnitz, w powiecie Mittelsachsen.